# 実川橋梁
実川橋梁（さねかわきょうりょう）は、新潟県東蒲原郡阿賀町の実川に架かる東日本旅客鉄道（JR東日本）磐越西線の鉄道橋である。

## 概要
岩越線（現・磐越西線）の野沢駅 - 津川駅間の延伸工事に伴って1914年（大正3年）に完成した。豊実駅 - 日出谷駅間の阿賀野川支流である実川に架かる全長62mの橋梁である。
建設当初は阿賀野川御前橋梁（初代）と同じシュウェドラートラス（Schwedler truss）橋であった。同タイプのほとんどの橋梁が撤去・転用されていくなか、本橋梁のトラス桁は製造・架設から約80年近く現用されていたが、トラス桁の老朽化に伴って、1991年（平成3年）に新しく架け替えられたのが現在のトラス橋（2代目）である。

## 構造
初代のトラス橋は、単線下路式曲弦プラットトラス（シュウェドラートラス・ピン結合）1連の形式であり、アメリカン・ブリッジ製である。1957年（昭和32年）に、トラス橋の活荷重をE33荷重に対応させるために、宮地鉄工所波田工場にて修繕されている。
2代目のトラス橋は、単線下路式平行弦ワーレントラス1連の形式であり、横河ブリッジ製である。

## 周辺
- 国道459号
- 実川島橋
- 当麻トンネル
- 阿賀野川

## その他
2011年（平成23年）7月の新潟・福島豪雨による阿賀野川の増水により、磐越西線の本橋梁～実川島の踏切～木戸沢スノーシェッド辺りまでが、路盤崩落、道床変状、土砂流入によって約20日間不通となっている。